# St. Kornelius (Rödingen)

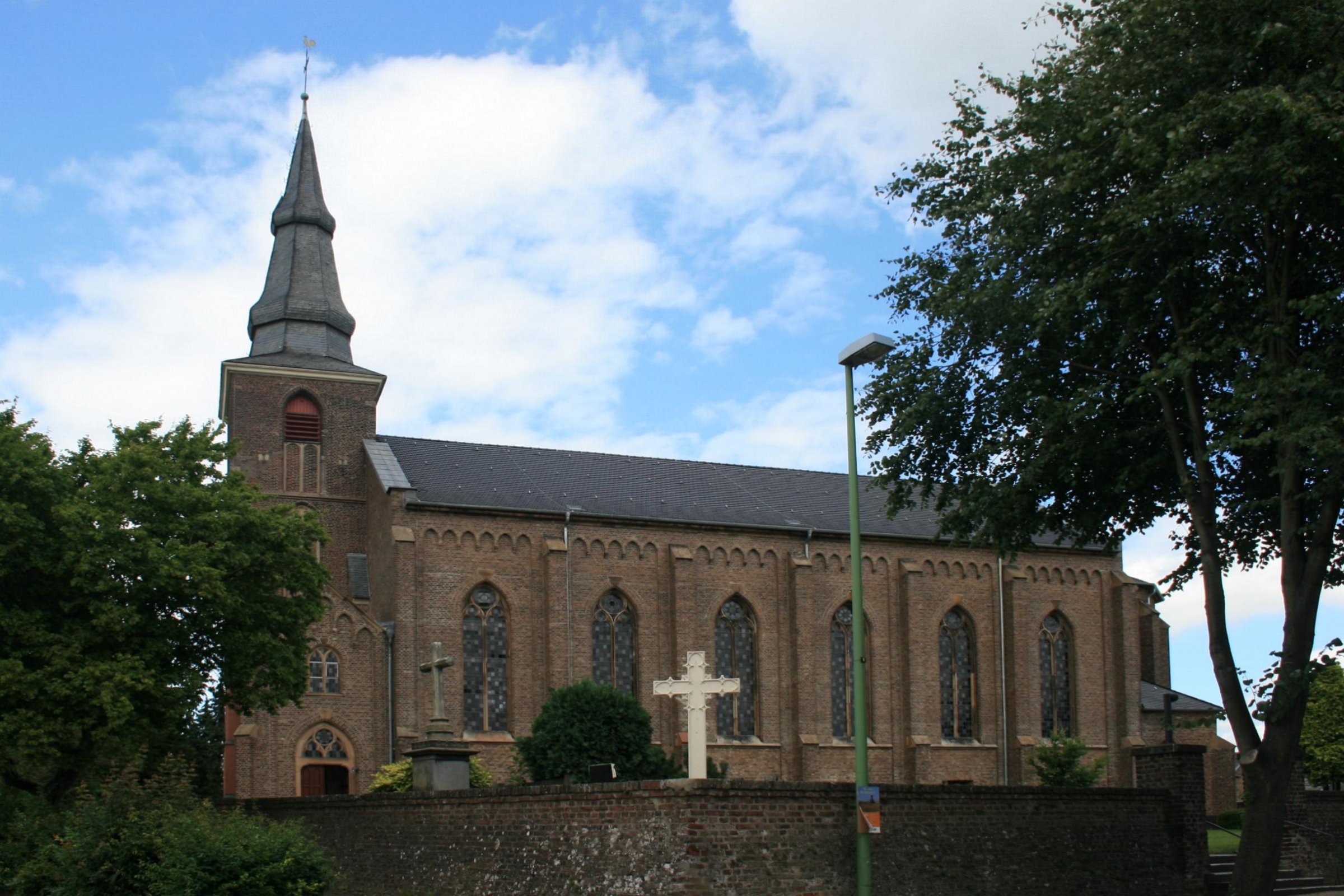
St. Kornelius in Rödingen

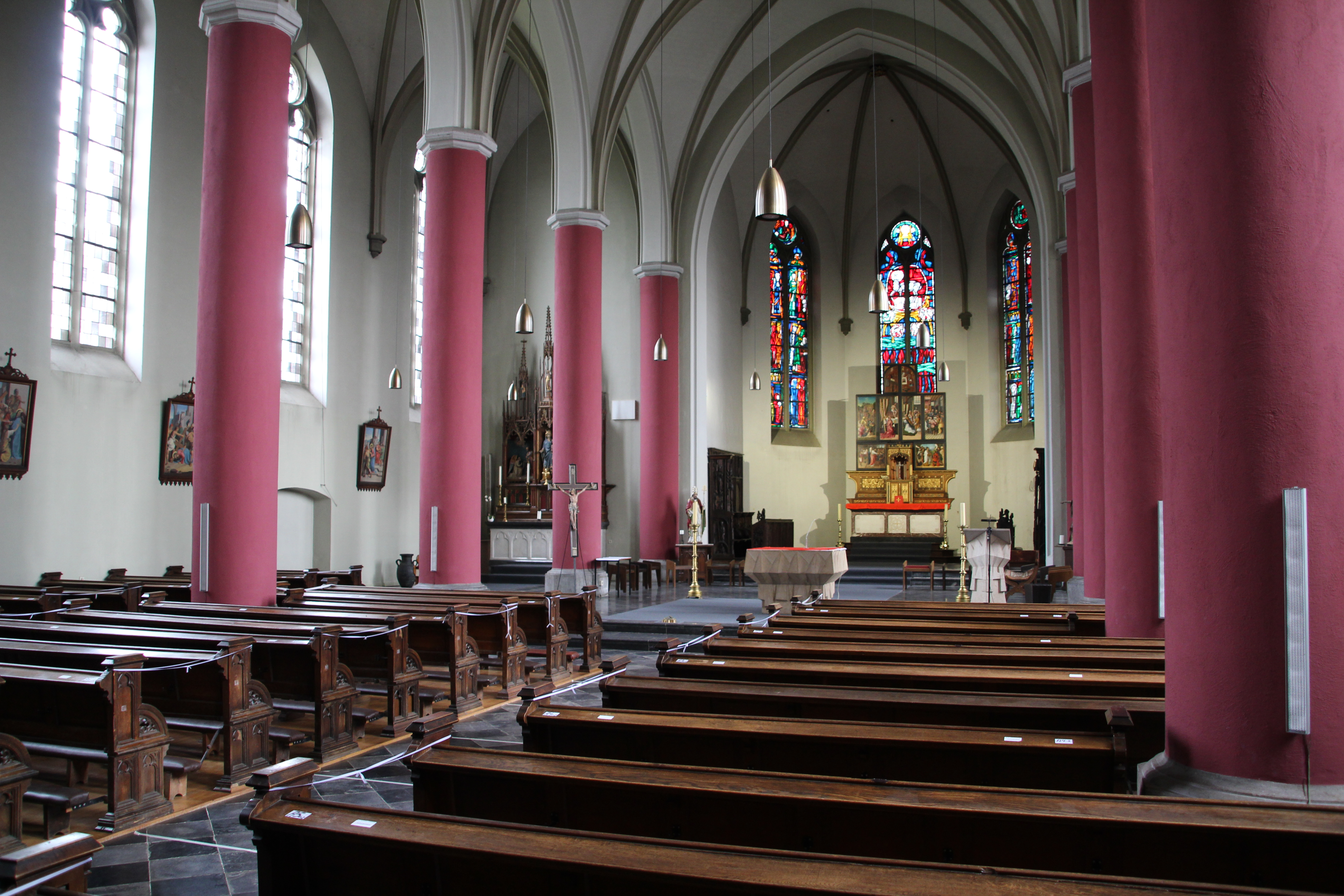
Innenansicht

St. Kornelius ist eine römisch-katholische Pfarrkirche in Rödingen, einem Ortsteil der Gemeinde Titz im Kreis Düren in Nordrhein-Westfalen. Die Kirche ist dem hl. Kornelius geweiht und wurde zwischen 1856 und 1858 nach Plänen von Johann Peter Cremer erbaut.
Sie ist als Baudenkmal unter Nummer 26 in die Denkmalliste der Gemeinde Titz eingetragen. Zur Pfarrei zählt auch der Nachbarort Höllen mit der Kapelle St. Katharina.

## Lage
St. Kornelius liegt an der Corneliusstraße ganz im Norden von Rödingen an der höchsten Stelle des Dorfes. Sie ist umgeben vom alten Friedhof.

## Geschichte
In Rödingen besteht schon sehr lange ein Kirchenbau. Es ist zu vermuten, dass bereits zur Karolingerzeit im 8. Jahrhundert an dieser Stelle eine Kapelle stand, die zum damals in Rödingen bestehenden Königshof gehörte. Um das Jahr 1113 wurde eine neue Kirche in Formen der Romanik erbaut. Erhalten geblieben ist hiervon bis heute das Untergeschoss des Glockenturmes. Dabei handelte es sich sehr wahrscheinlich um die erste Steinkirche des Dorfes. Zuvor waren Kirchen meist aus Holz gebaut worden. Rund 300 Jahre später genügte diese Kirche nicht mehr den Ansprüchen der Gläubigen, sodass um das Jahr 1450 ein größerer, gotischer Neubau entstand. Aus dieser Zeit stammen auch die beiden gotischen Obergeschosse des Glockenturmes. In dieser Form blieb die Pfarrkirche bis Mitte der 1850er Jahre erhalten. Lediglich den gotischen Turmhelm ersetzte man nach einem Blitzeinschlag 1708 durch die charakteristische barocke Haube.
Anfang der 1850er Jahre zeigte sich mehr und mehr, dass die bestehende gotische Pfarrkirche zu klein für die stetig steigende Bevölkerungszahl Rödingens wurde und sich der bauliche Zustand stetig verschlechterte. Aus diesen Gründen entschloss man sich, eine neue Pfarrkirche zu erbauen und dabei den alten Turm zu erhalten. So beauftragte man den Aachener Architekten Johann Peter Cremer mit der Planung der neuen Kirche. Seine Pläne wurden schließlich am 11. Juli 1856 durch die Behörden des Erzbistums Köln genehmigt, sodass noch im gleichen Jahr mit dem Abriss der alten Kirche und dem Bau der heutigen Pfarrkirche begonnen werden konnte. Nach zweijähriger Bauzeit war das neue Gotteshaus vollendet. Die feierliche Einsegnung erfolgte während der Kornelius-Oktav am 19. September 1858. Die eigentliche Kirchweihe aber fand erst zwei Jahre später am 12. Juni 1860 durch den Kölner Weihbischof Johann Anton Friedrich Baudri statt.
Im Zweiten Weltkrieg wurde die Pfarrkirche beschädigt und der barocke Turmhelm aus dem jahr 1708 vollständig zerstört. Der barocke Turmhelm wurde 1957 originalgetreu rekonstruiert.

## Baubeschreibung
St. Kornelius ist eine geostete dreischiffige und sechsjochige Hallenkirche aus Backsteinen im Stil der Neugotik mit vorgebautem deutlich älterem Glockenturm, dessen Untergeschosse noch romanisch und Obergeschosse gotisch sind. Im Norden und Süden sind dem Turm neugotische Seitenkapellen mit den Seiteneingängen angebaut. Im Osten schließt sich an das Kirchenschiff der fünfseitig geschlossene Chor an. Im Norden und Süden des Chors befinden sich die beiden Sakristeien. Der Innenraum wird von Kreuzrippengewölben überspannt und die Fenster besitzen zweibahniges Maßwerk.

## Ausstattung

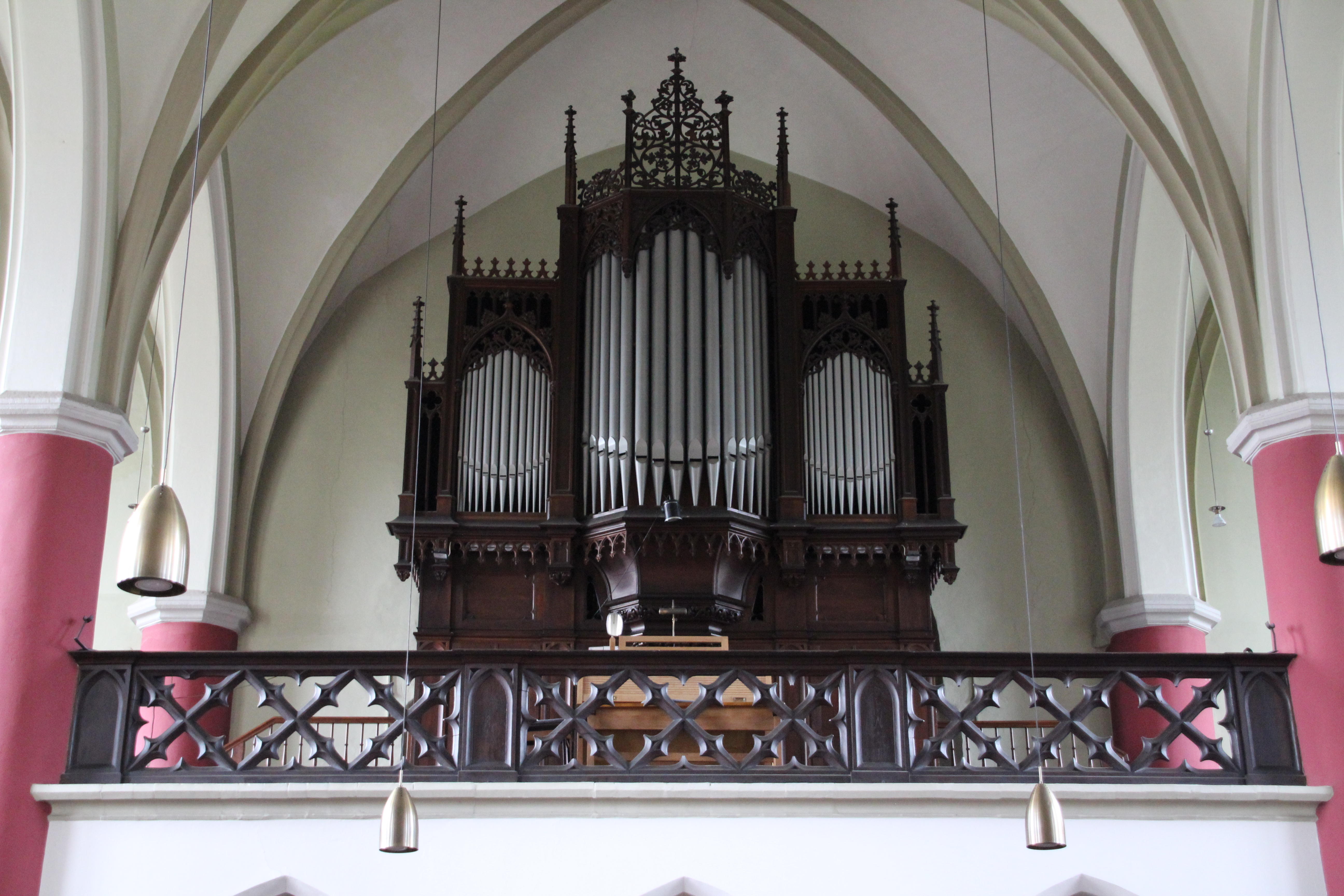
Weimbs-Orgel von 1978 im historischen Orgelprospekt von 1862

Das wohl bedeutendste Ausstattungsstück ist der Hochaltar im Chor. Es handelt sich dabei um einen aufwändig gestalteten Flügelaltar der Antwerpener Schule. Dieser Hochaltar wurde um 1510 bis 1520 angefertigt und wurde aus der alten Kirche übernommen. Das heutige Aussehen erhielt der Altar durch zahlreiche Umbauten im 19. Jahrhundert. Der fast 500 Jahre alte Altar erscheint nach einer zweijährigen Restaurierung bis zum April 2018 heute in neuem Glanz.
Ebenfalls im Chor befindet sich ein zweiteiliges gotisches Chorgestühl. Es stammt aus dem 1802 aufgelösten Kloster Groß Nazareth, welches sich bis dahin in der Gereonstraße in Köln befand und ist eine Arbeit des 15. Jahrhunderts.
Weiterhin haben sich zahlreiche Ausstattungsstücke aus der 2. Hälfte des 19. Jahrhunderts erhalten. Dazu zählen die beiden neugotischen Nebenaltäre, rechts der Josefsaltar aus dem Jahr 1888 und links der Marienaltar aus dem Jahr 1893. Beide Altäre sind Werke des Kölner Bildhauers Iven und wurden während der Kornelius-Oktav im September 1893 vom damaligen Weihbischof und späteren Erzbischof Antonius Fischer konsekriert. Die Pietà im nördlichen Seitenschiff von 1893 und das Relief Jesus am Ölberg im südlichen Seitenschiff von 1866 sind ebenfalls Arbeiten Ivens. Die beiden neugotischen Beichtstühle sind 1866 von Bildhauer Benedikt Kemmerich aus Köln geschaffen worden. Die 14 Kreuzwegstationen in den beiden Seitenschiffen stammen aus dem Jahr 1883 und sind in Öl gemalt. Der Taufstein unter der Orgelempore wurde im Kriegsjahr 1944 aus weißem Carrara-Marmor gehauen und ist eine Arbeit der Bildhauer Gebr. Raffo aus Gürzenich.
Die Orgel im Westen auf der Empore besitzt 23 Register auf zwei Manualen und Pedal verteilt und wurde 1978 durch die Orgelbaufirma Weimbs Orgelbau aus Hellenthal neu erbaut. Dabei wurde der historische Orgelprospekt der Vorgängerorgel aus dem Jahr 1862 der ortsansässigen Schreiner Klein erhalten und einige Register einer noch älteren Orgel aus dem 18. Jahrhundert übernommen.
Der Zelebrationsaltar wurde von Bildhauer Toni Zenz aus Köln gefertigt. Die neuen Fenster im Chorraum und ein kleines Fenster im Taufraum unterhalb des Turmes, stammen von Franz Pauli aus dem Jahr 1960.

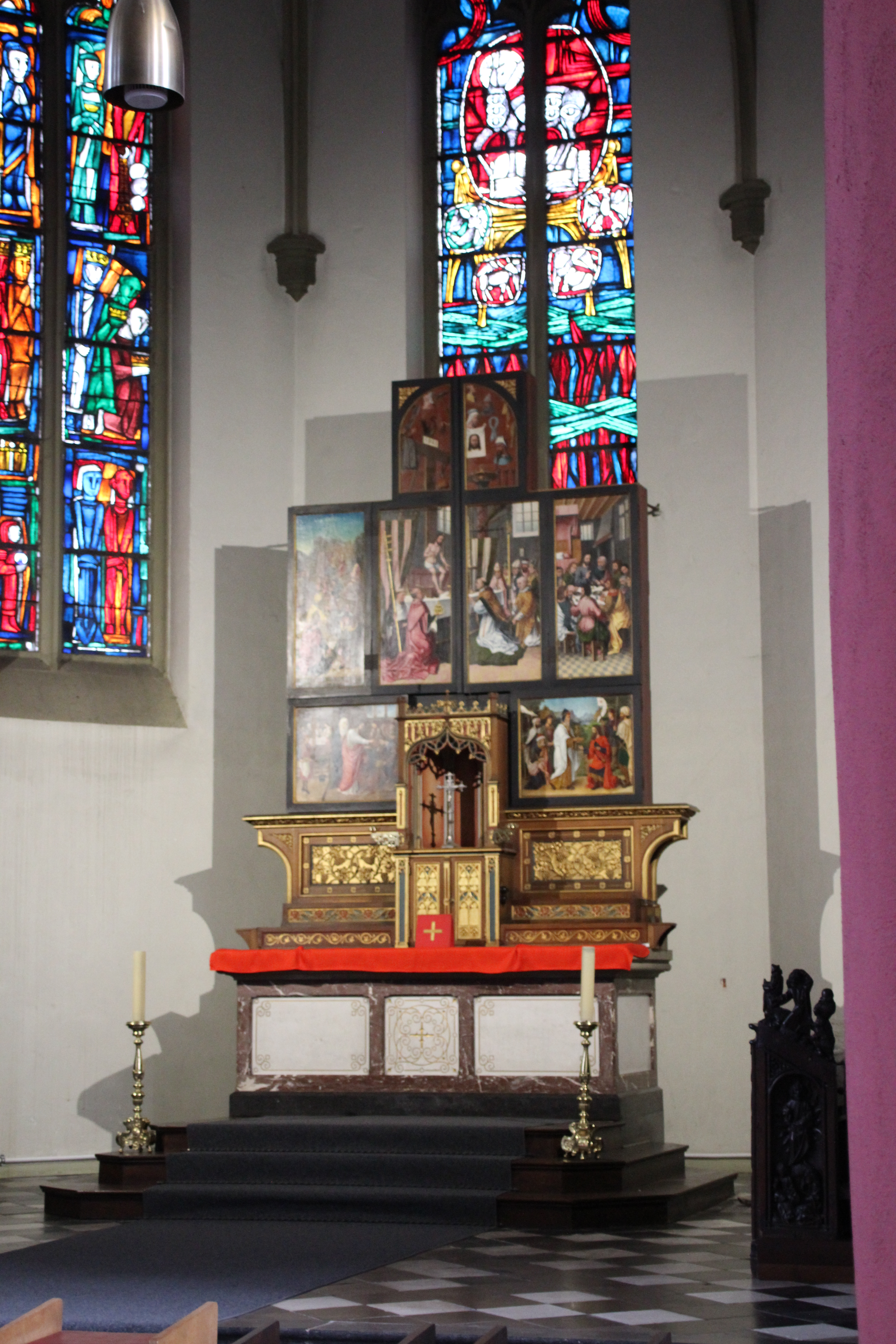
Hochaltar von 1520 im zugeklappten Zustand
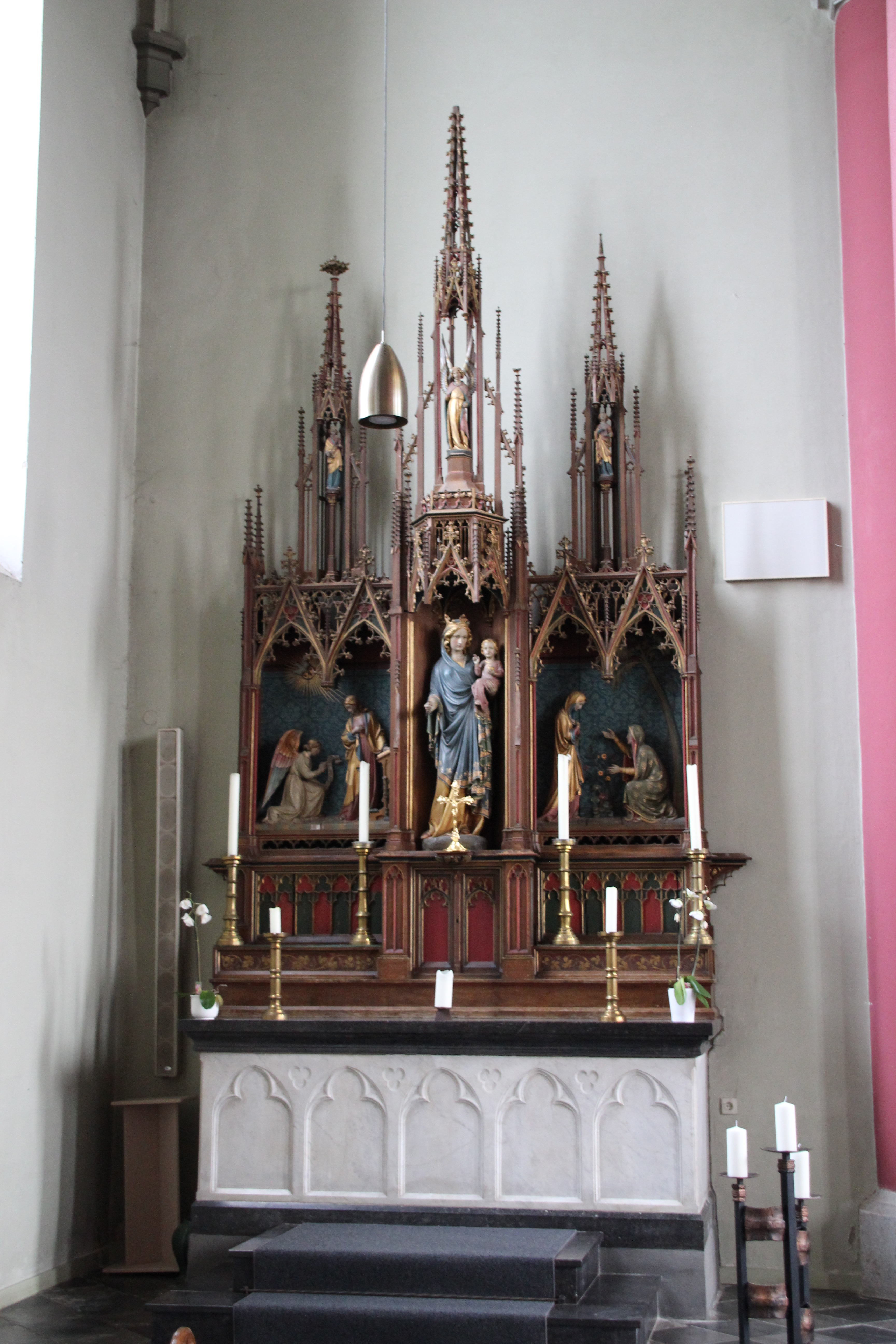
Marienaltar im nördlichen Seitenschiff
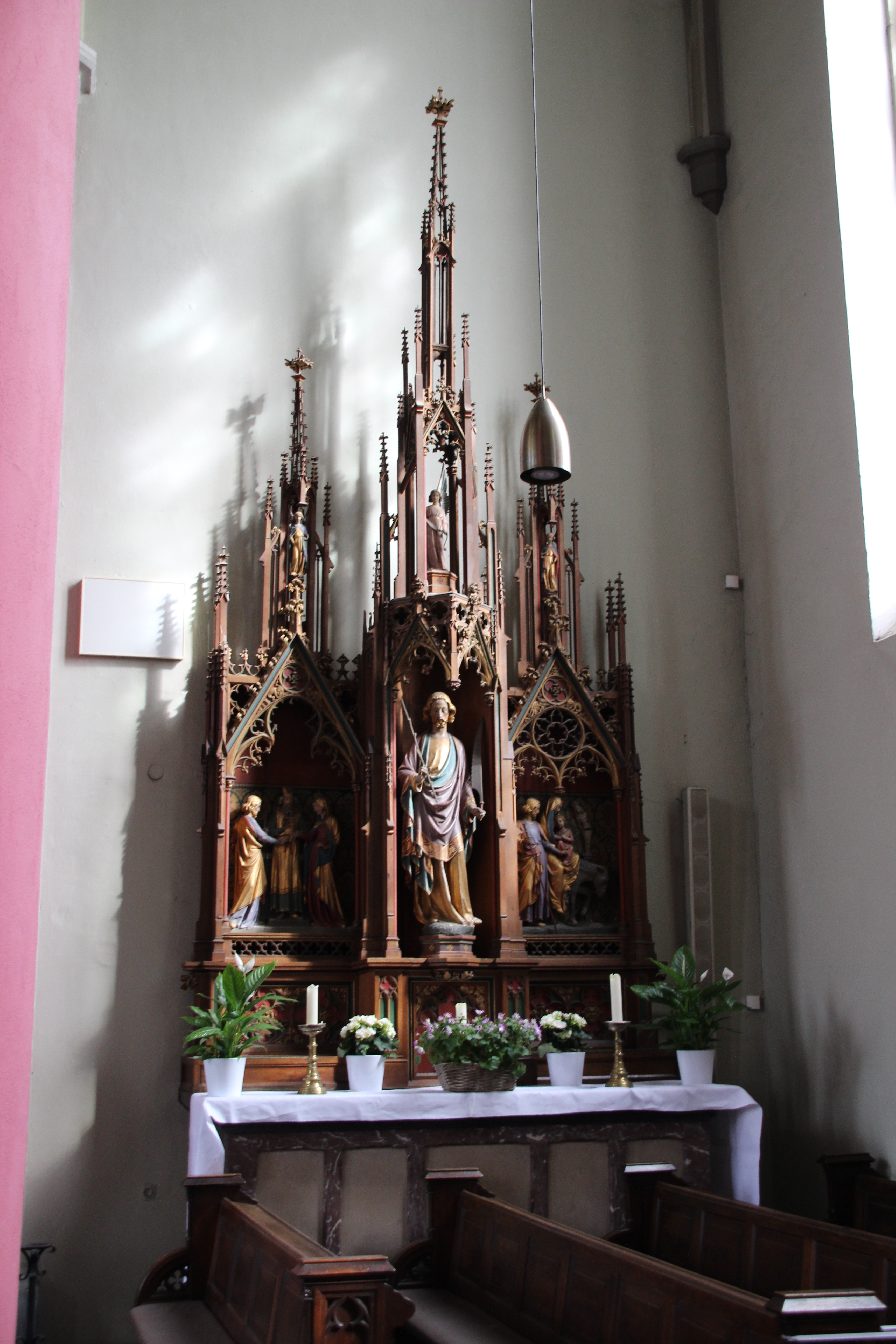
Josefsaltar im südlichen Seitenschiff
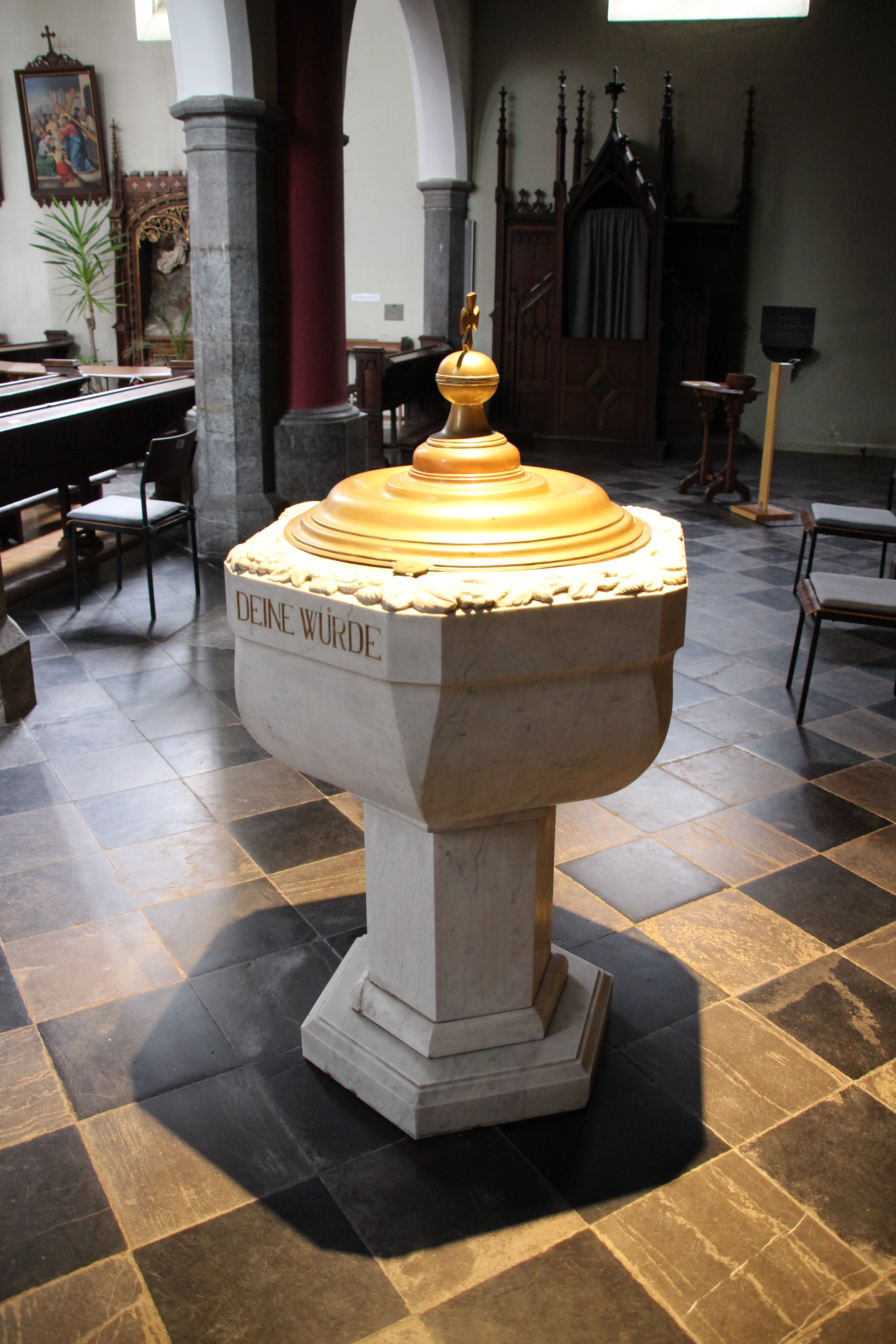
Taufstein mit Beichtstuhl im Hintergrund
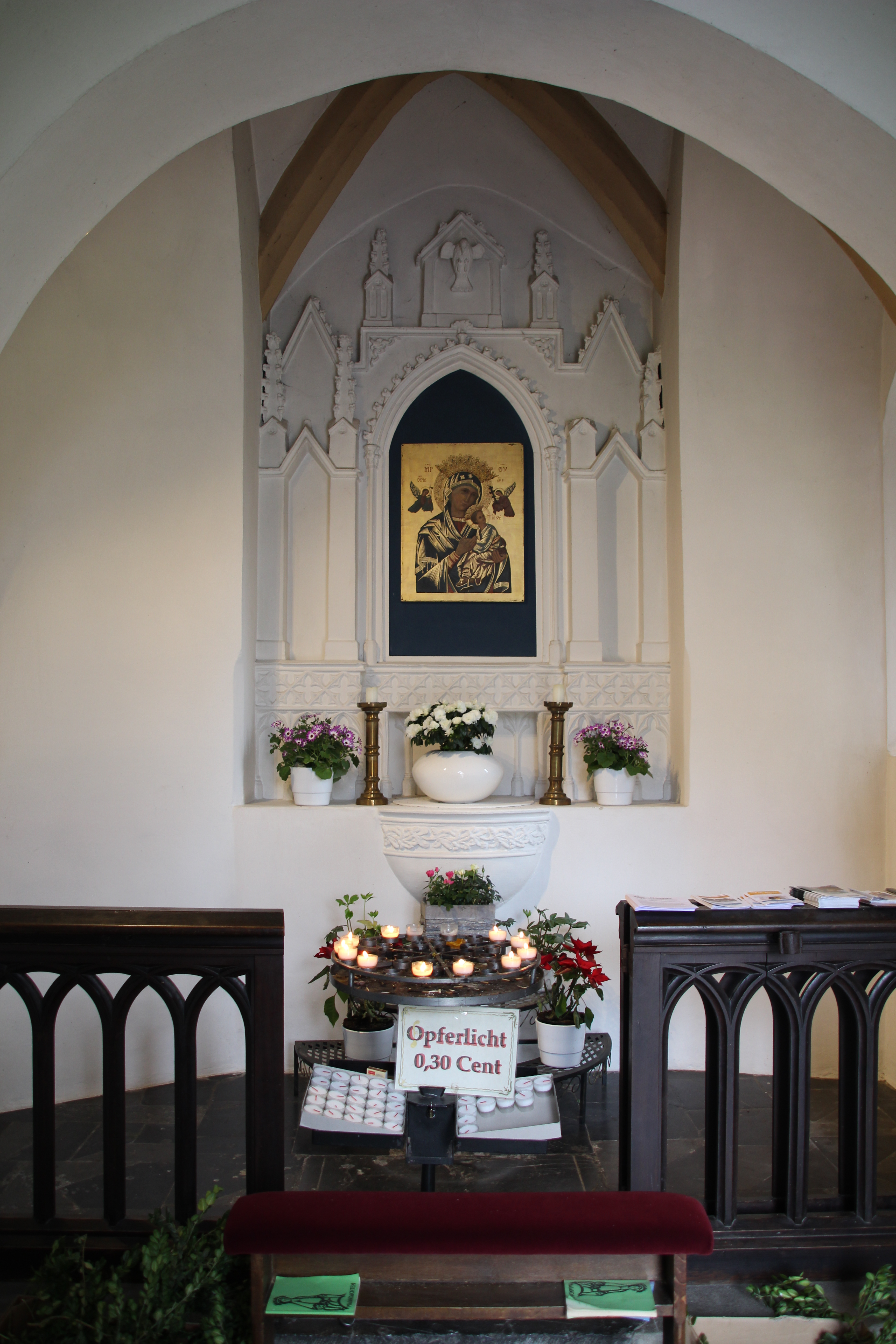
Maria-Hilf-Altar im nördlichen Eingangsbereich

## Glocken
Im gotischen Glockenturm befinden sich zwei historische Glocken aus dem Jahr 1702 eines elsässischen Glockengießers und eine moderne Glocke aus dem Jahr 1958.
| Nr. | Name      | Gussjahr | Gießer                                    | Durchmesser (mm) | Gewicht (kg, ca.) | Schlagton (HT-1/16) | Inschrift |
| --- | --------- | -------- | ----------------------------------------- | ---------------- | ----------------- | ------------------- | --- |
| 1   | Kornelius | 1702     | Johann-Peter Edell, Straßburg             | 1345             | 1400              | d′ -4               | Vor Donner und Blitz beschütze uns überall Gott unser König und Erlöser. Schmelzend vom Blitz getroffen fiel ich zu Zeiten des Fastens. Aber Jesu Geburt läut ich gegossen aufs Neu. Kornelius, Kirchenpatron, empfiehl uns Gott. Johann-Peter Edell goß mich in Rödingen 1702. |
| 2   | Maria     | 1702     | Johann-Peter Edell, Straßburg             | 1127             | 800               | f′ -8               | Mach selig uns Rödinger, Hl. Maria (Original in Latein). Glorreiche Mutter, bitte für den Pastor Andreas Holtz und die Pfarre. J.P. Edell goß mich in Rödingen 1702. Johannes Plankenhewer-Scheffen. Siehe die Magd und Mutter Gottes.                                          |
| 3   | Josef     | 1958     | Karl Otto, Fa. F. Otto, Bremen-Hemelingen | 927              | 500               | a′ −5               | St. Josefsglocke, gestiftet von der Pfarrgemeinde zum Hl. Kornelius in Rödingen aus Anlass der Hundertjahrfeier der neuerbauten Kirche, 16. September 1958. |

## Pfarrer
Folgende Priester wirkten bislang als Pastor an St. Kornelius:
| von – bis | Name                                |
| --------- | ----------------------------------- |
| 1899–1903 | Peter Burger                        |
| 1903–1903 | Lambert Großmann                    |
| 1928–1933 | Heinrich Josef Benz                 |
| 1933–1946 | Josef Daniel Esser                  |
| 1947–1981 | Leo Lange                           |
| 1981–1988 | P. Heinrich Spelthahn OSFS          |
| 1988–2020 | Wolf-Dieter Telorac                 |
| Seit 2020 | Norbert Glasmacher (Pfarrverwalter) |